# Euphorbia mayurnathanii
Euphorbia mayurnathanii là một loài thực vật thuộc họ Euphorbiaceae. Đây là loài đặc hữu của Palghat Gap ở Ấn Độ.